# Alive/Physical thing
「Alive/Physical thing」（生存/本能慾望）為2009年9月16日發行之日本歌手・倖田來未的45th單曲。

## 附註
- 與前作相隔約兩個月發行。與2007年發行的「BUT/愛的證明」相隔約兩年的2A單曲。首次於單曲中收錄LIVE音源。

- 「CD＋DVD」「CD ONLY」的共通初回限定盤特典為2009年10月3日及4日的2日間，於台灣國立台灣大學綜合體育館所舉辦的首次台灣公演「KODA KUMI 2009 TAIWAN LIVE」的影像特典線上音樂下載密碼。（僅日本有此活動）

- 本作為倖田來未同時展現靜態與動態兩種概念的雙主打單曲。

- 「Alive（生存）」為電影「卡姆依外傳」的主題歌[1]。

- 「Physical thing（本能慾望）」為music.jp 電視廣告曲，以「體感」、「本能」作為本曲的主題，為倖田最擅長的舞曲。

## 發行版本
- CD＋DVD
- CD ONLY

## 曲目

### 「CD+DVD」CD
1. Alive（生存）
作詞：Kumi Koda　作曲：ヘンデル Taro Iwashiro　編曲：Taro Iwashiro
2. Physical thing（本能慾望）
作詞：Kumi Koda Thomas Gustafsson Hugo Lira Negin　作曲：Kumi Koda Thomas Gustafsson Hugo Lira Negin
3. Alive（生存） Instrumental
4. Physical thing（本能慾望） Instrumental

### 「CD+DVD」DVD
※僅收錄於CD+DVD（初回限量版）
1. Alive（生存） Music Video
2. Physical thing（本能慾望） Music Video
3. TRICK Tour 2009 Trailer ※

### 「CD ONLY」CD
※僅收錄於CD ONLY（初回限量版）
1. Alive（生存）
2. Physical thing（本能慾望）
3. Alive（生存） Instrumental
4. Physical thing（本能慾望） Instrumental
5. TRICK（Live Version From Trick Tour 2009）※
6. Joyful（Live Version From Trick Tour 2009）※

## 資料來源
1. ↑  . Oricon. 2009-06-25  [2010-01-15]. （原始内容存档于2009-08-26）.